# Élections législatives de 1988 dans la Loire
Les élections législatives françaises de 1988  se déroulent les 5 et 12 juin 1988. Dans le département de la Loire, sept députés sont à élire dans le cadre de sept circonscriptions.

## Élus
| Circonscription | Député sortant        | Parti                 | Parti                 | Député élu ou réélu   | Parti | Parti     |
| --------------- | --------------------- | --------------------- | --------------------- | --------------------- | ----- | --------- |
| 1re             | Scrutin proportionnel | Scrutin proportionnel | Scrutin proportionnel | Jean-Pierre Philibert |       | UDF (PR)  |
| 2e              | Scrutin proportionnel | Scrutin proportionnel | Scrutin proportionnel | Christian Cabal       |       | RPR       |
| 3e              | Scrutin proportionnel | Scrutin proportionnel | Scrutin proportionnel | François Rochebloine  |       | UDF (CDS) |
| 4e              | Scrutin proportionnel | Scrutin proportionnel | Scrutin proportionnel | Théo Vial-Massat      |       | PCF       |
| 5e              | Scrutin proportionnel | Scrutin proportionnel | Scrutin proportionnel | Jean Auroux           |       | PS        |
| 6e              | Scrutin proportionnel | Scrutin proportionnel | Scrutin proportionnel | Pascal Clément        |       | UDF (PR)  |
| 7e              | Scrutin proportionnel | Scrutin proportionnel | Scrutin proportionnel | Henri Bayard          |       | UDF (PR)  |

## Positionnement des partis
L'UDF et le RPR se présentent unis sous l'étiquette « Union du Rassemblement et du Centre » tandis que les candidats du Parti socialiste se rangent sous la bannière de la « Majorité présidentielle pour la France unie », slogan de la campagne présidentielle de François Mitterrand.

## Résultats

### Résultats à l'échelle du département
| Parti          | Parti                                       | Premier tour | Premier tour | Second tour | Second tour | Sièges |
| Parti          | Parti                                       | Voix         | %            | Voix        | %           | Sièges |
| -------------- | ------------------------------------------- | ------------ | ------------ | ----------- | ----------- | ------ |
|                | Union pour la démocratie française          | 82 048       | 28,69        | 96 790      | 35,59       | 4      |
|                | Rassemblement pour la République            | 27 396       | 9,58         | 41 247      | 15,17       | 1      |
|                | Divers droite                               | 4 541        | 1,59         |             |             | 0      |
|                | Centre national des indépendants et paysans | 2 007        | 0,70         | 0           |             |        |
|                | Union du Rassemblement et du Centre         | 115 992      | 40,56        | 138 037     | 50,76       | 5      |
|                |                                             |              |              |             |             |        |
|                | Parti socialiste                            | 81 805       | 28,61        | 87 184      | 32,06       | 1      |
|                | Divers gauche (Maj. prés.)                  | 9 484        | 3,32         | 12 061      | 4,43        | 0      |
|                | La France unie                              | 91 289       | 31,92        | 99 245      | 36,49       | 1      |
|                |                                             |              |              |             |             |        |
|                | Parti communiste français                   | 41 398       | 14,48        | 34 672      | 12,75       | 1      |
|                | Front national                              | 32 880       | 11,50        |             |             | 0      |
|                | Divers écologiste                           | 3 418        | 1,20         | 0           |             |        |
|                | Divers                                      | 783          | 0,27         | 0           |             |        |
|                | Parti ouvrier européen                      | 212          | 0,07         | 0           |             |        |
|                |                                             |              |              |             |             |        |
| Inscrits       | Inscrits                                    | 477 660      | 100,00       | 415 955     | 100,00      | 7      |
| Abstentions    | Abstentions                                 | 186 766      | 39,1         | 136 977     | 32,93       |        |
| Votants        | Votants                                     | 290 894      | 60,9         | 278 978     | 67,07       |        |
| Blancs et nuls | Blancs et nuls                              | 4 922        | 1,69         | 7 024       | 2,52        |        |
| Exprimés       | Exprimés                                    | 285 972      | 98,31        | 271 954     | 97,48       |        |

### Résultats par circonscription

#### Première circonscription (Saint-Étienne-Nord)
| Candidat       | Candidat                  | Parti                      | Premier tour | Premier tour | Second tour | Second tour |  |
| Candidat       | Candidat                  | Parti                      | Voix         | %            | Voix        | %           |  |
| -------------- | ------------------------- | -------------------------- | ------------ | ------------ | ----------- | ----------- |  |
|                | Jean-Pierre Philibert élu | UDF (PR) (URC)             | 10 694       | 28,28        | 20 203      | 47,15       |  |
|                | Pierre-Roger Gaussin      | Divers gauche (Maj. prés.) | 9 484        | 25,08        | 12 061      | 28,15       |  |
|                | Paul Chomat sortant       | PCF                        | 8 802        | 23,27        | 10 581      | 24,7        |  |
|                | Guy Despert               | FN                         | 5 485        | 14,5         |             |             |  |
|                | Jean-Paul Petit           | Divers droite              | 2 570        | 6,8          |             |             |  |
|                | Michel Grossmann          | Divers                     | 573          | 1,52         |             |             |  |
|                | Jean Salichon             | PSU                        | 210          | 0,56         |             |             |  |
|                |                           |                            |              |              |             |             |  |
| Inscrits       | Inscrits                  | Inscrits                   | 68 990       | 100,00       | 68 993      | 100,00      |  |
| Abstentions    | Abstentions               | Abstentions                | 30 535       | 44,26        | 25 452      | 36,89       |  |
| Votants        | Votants                   | Votants                    | 38 455       | 55,74        | 43 541      | 63,11       |  |
| Blancs et nuls | Blancs et nuls            | Blancs et nuls             | 637          | 1,66         | 696         | 1,6         |  |
| Exprimés       | Exprimés                  | Exprimés                   | 37 818       | 98,34        | 42 845      | 98,4        |  |

#### Deuxième circonscription (Saint-Étienne-Sud)
| Candidat       | Candidat                      | Parti          | Premier tour | Premier tour | Second tour | Second tour |  |
| Candidat       | Candidat                      | Parti          | Voix         | %            | Voix        | %           |  |
| -------------- | ----------------------------- | -------------- | ------------ | ------------ | ----------- | ----------- |  |
|                | Christian Cabal sortant réélu | RPR (URC)      | 13 439       | 40,79        | 19 656      | 52,21       |  |
|                | Bruno Vennin                  | PS             | 11 532       | 35           | 17 992      | 47,79       |  |
|                | Jean Carré                    | FN             | 4 429        | 13,44        |             |             |  |
|                | Françoise Gamper              | PCF            | 3 333        | 10,12        |             |             |  |
|                | Henri Pansart                 | POE            | 212          | 0,64         |             |             |  |
|                | Camille Dupin                 | Divers droite  | 0            | 0            |             |             |  |
|                |                               |                |              |              |             |             |  |
| Inscrits       | Inscrits                      | Inscrits       | 59 737       | 100,00       | 59 737      | 100,00      |  |
| Abstentions    | Abstentions                   | Abstentions    | 26 364       | 44,13        | 21 190      | 35,47       |  |
| Votants        | Votants                       | Votants        | 33 373       | 55,87        | 38 547      | 64,53       |  |
| Blancs et nuls | Blancs et nuls                | Blancs et nuls | 428          | 1,28         | 899         | 2,33        |  |
| Exprimés       | Exprimés                      | Exprimés       | 32 945       | 98,72        | 37 648      | 97,67       |  |

#### Troisième circonscription (Saint-Chamond)
| Candidat       | Candidat                 | Parti             | Premier tour | Premier tour | Second tour | Second tour |  |
| Candidat       | Candidat                 | Parti             | Voix         | %            | Voix        | %           |  |
| -------------- | ------------------------ | ----------------- | ------------ | ------------ | ----------- | ----------- |  |
|                | François Rochebloine élu | UDF (CDS) (URC)   | 15 431       | 35,4         | 25 628      | 53,1        |  |
|                | Jacques Badet sortant    | PS                | 14 008       | 32,13        | 22 635      | 46,9        |  |
|                | Christian Grangis        | FN                | 5 577        | 12,79        |             |             |  |
|                | André Géry               | PCF               | 5 158        | 11,83        |             |             |  |
|                | Paul Privat              | Divers écologiste | 3 418        | 7,84         |             |             |  |
|                |                          |                   |              |              |             |             |  |
| Inscrits       | Inscrits                 | Inscrits          | 69 576       | 100,00       | 69 576      | 100,00      |  |
| Abstentions    | Abstentions              | Abstentions       | 25 381       | 36,48        | 19 986      | 28,73       |  |
| Votants        | Votants                  | Votants           | 44 195       | 63,52        | 49 590      | 71,27       |  |
| Blancs et nuls | Blancs et nuls           | Blancs et nuls    | 603          | 1,36         | 1 327       | 2,68        |  |
| Exprimés       | Exprimés                 | Exprimés          | 43 592       | 98,64        | 48 263      | 97,32       |  |

#### Quatrième circonscription (Firminy)
| Candidat       | Candidat             | Parti           | Premier tour | Premier tour | Second tour | Second tour |  |
| Candidat       | Candidat             | Parti           | Voix         | %            | Voix        | %           |  |
| -------------- | -------------------- | --------------- | ------------ | ------------ | ----------- | ----------- |  |
|                | Théo Vial-Massat élu | PCF             | 13 124       | 31,54        | 24 091      | 53,92       |  |
|                | Daniel Mandon        | UDF (CDS) (URC) | 11 115       | 26,71        | 20 582      | 46,07       |  |
|                | Michel Debout        | PS              | 9 440        | 22,69        | 3           | 0,01        |  |
|                | Anne-Marie Barnola   | FN              | 5 738        | 13,79        |             |             |  |
|                | Bernard Macaire      | CNIP            | 2 007        | 4,82         |             |             |  |
|                | Joseph Béal          | Divers droite   | 182          | 0,44         |             |             |  |
|                |                      |                 |              |              |             |             |  |
| Inscrits       | Inscrits             | Inscrits        | 70 608       | 100,00       | 70 607      | 100,00      |  |
| Abstentions    | Abstentions          | Abstentions     | 28 227       | 39,98        | 24 490      | 34,68       |  |
| Votants        | Votants              | Votants         | 42 381       | 60,02        | 46 117      | 65,32       |  |
| Blancs et nuls | Blancs et nuls       | Blancs et nuls  | 775          | 1,83         | 1 441       | 3,12        |  |
| Exprimés       | Exprimés             | Exprimés        | 41 606       | 98,17        | 44 676      | 96,88       |  |

#### Cinquième circonscription (Roanne)
| Candidat       | Candidat                  | Parti          | Premier tour | Premier tour | Second tour | Second tour |  |
| Candidat       | Candidat                  | Parti          | Voix         | %            | Voix        | %           |  |
| -------------- | ------------------------- | -------------- | ------------ | ------------ | ----------- | ----------- |  |
|                | Jean Auroux sortant réélu | PS             | 17 588       | 42,46        | 24 516      | 53,17       |  |
|                | Pierre Guérin             | RPR (URC)      | 13 957       | 33,69        | 21 591      | 46,83       |  |
|                | Serge Feugère             | PCF            | 4 822        | 11,64        |             |             |  |
|                | Raymond Béni              | FN             | 3 266        | 7,88         |             |             |  |
|                | François Priolet          | Divers droite  | 1 549        | 3,74         |             |             |  |
|                | Didier Pérey              | Divers droite  | 240          | 0,58         |             |             |  |
|                |                           |                |              |              |             |             |  |
| Inscrits       | Inscrits                  | Inscrits       | 68 970       | 100,00       | 68 969      | 100,00      |  |
| Abstentions    | Abstentions               | Abstentions    | 26 610       | 38,58        | 21 452      | 31,1        |  |
| Votants        | Votants                   | Votants        | 42 360       | 61,42        | 47 517      | 68,9        |  |
| Blancs et nuls | Blancs et nuls            | Blancs et nuls | 938          | 2,21         | 1 410       | 2,97        |  |
| Exprimés       | Exprimés                  | Exprimés       | 41 422       | 97,79        | 46 107      | 97,03       |  |

#### Sixième circonscription (Feurs)
|                | Pascal Clément sortant réélu | UDF (PR) (URC) | 20 760 | 51,92  |  |  |  |
|                | Jean-Claude Frécon           | PS             | 13 949 | 34,89  |  |  |  |
|                | Amaury de Couespel           | FN             | 2 778  | 6,95   |  |  |  |
|                | René Lapalus                 | PCF            | 2 498  | 6,25   |  |  |  |
|                |                              |                |        |        |  |  |  |
| Inscrits       | Inscrits                     | Inscrits       | 61 703 | 100,00 |  |  |  |
| Abstentions    | Abstentions                  | Abstentions    | 21 096 | 34,19  |  |  |  |
| Votants        | Votants                      | Votants        | 40 607 | 65,81  |  |  |  |
| Blancs et nuls | Blancs et nuls               | Blancs et nuls | 622    | 1,53   |  |  |  |
| Exprimés       | Exprimés                     | Exprimés       | 39 985 | 98,47  |  |  |  |

#### Septième circonscription (Montbrison)
| Candidat       | Candidat                   | Parti          | Premier tour | Premier tour | Second tour | Second tour |  |
| Candidat       | Candidat                   | Parti          | Voix         | %            | Voix        | %           |  |
| -------------- | -------------------------- | -------------- | ------------ | ------------ | ----------- | ----------- |  |
|                | Henri Bayard sortant réélu | UDF (PR) (URC) | 24 048       | 49,48        | 30 377      | 57,95       |  |
|                | Lucien Moullier            | PS             | 15 288       | 31,45        | 22 038      | 42,05       |  |
|                | Jean Barriol               | FN             | 5 607        | 11,54        |             |             |  |
|                | Daniel Durand              | PCF            | 3 661        | 7,53         |             |             |  |
|                |                            |                |              |              |             |             |  |
| Inscrits       | Inscrits                   | Inscrits       | 78 076       | 100,00       | 78 073      | 100,00      |  |
| Abstentions    | Abstentions                | Abstentions    | 28 553       | 36,57        | 24 407      | 31,26       |  |
| Votants        | Votants                    | Votants        | 49 523       | 63,43        | 53 666      | 68,74       |  |
| Blancs et nuls | Blancs et nuls             | Blancs et nuls | 919          | 1,86         | 1 251       | 2,33        |  |
| Exprimés       | Exprimés                   | Exprimés       | 48 604       | 98,14        | 52 415      | 97,67       |  |